# こいづか登
こいづか 登（こいづか のぼる、1974年6月13日 - ）は、日本の男性俳優。本名は小井塚登。福島県出身。A型。
演劇集団イヌッコロに所属している。

## 出演

### 舞台

#### 演劇集団イヌッコロ
- 第7回公演『リバースヒストリカ』（2013年10月16日 - 20日、中野ザ・ポケット）-*pnish*原作
- 第8回公演『ハッピーハードラック』（2014年4月1日 - 6日、テアトルBONBON）
- Showcase ver.2 『天爛のパティシエ』（2014年7月30日 - 8月3日、ポケットスクエア）
- 第9回公演『ご町内デュエル』（2014年10月14日 - 19日、ザ・ポケット）
- SHOW CASE ver.3『苦闘のラブリーロバー』（2015年12月9日 - 13日、ポケットスクエア）＊Aチームのみ
- showcase ver.4『冒険者たちのホテル』（2016年3月23日 - 28日、テアトルBONBON）
- イヌッコロVSシザーブリッツ デュエル公演チームイヌッコロ『ご町内デュエル』（2016年10月27日 - 11月6日、サンモールスタジオ）
- 第11回公演『まわれ！無敵のマーダーケース』（2017年 3月21日 - 26日、中野ザ・ポケット）
- Showcase ver.5『いえないアメイジングファミリー』（2017年9月13日 - 18日、Theater スターフィールド）
- 第12回本公演『となりのホールスター』（2018年5月8日 - 13日、中野ザ・ポケット）
- イヌフェス第3弾Showcace ver.6『オタッカーズ・ハイ』（2018年10月16日 - 21日、サンモールスタジオ）
- 第13回本公演『いえないアメイジングファミリー』（2019年1月30日 - 2月10日、テアトルBONBON）＊TeamAのみ
- 第14回本公演『いさめ！池田屋シアター』（2019年9月11日 - 16日、ポケットスクエアザ・ポケット）
- 第15回本公演『かげきなデイリープレイス』（2024年9月18日 - 22日、ポケットスクエアザ・ポケット）[2]

#### 個人出演
- 『ヨガダンスベイベー！』（2017年11月7日 - 12日、テアトルBONBON）
- Bears Train第2回公演『リバースヒストリカ』（2018年3月7日 - 11日、中目黒キンケローシアター）
- イヌフェス第1弾羽仁プロデュース『恋するアンチヒーロー』（2018年9月6日 - 17日、劇場MOMO）＊犬チームのみ
- イヌフェス第4弾『ご町内デュエル』（2018年11月27日 - 12月2日、劇場MOMO)
- 『悪党温泉 なぁ、幸せって何だろな…』（2019年6月22日 - 30日、下北沢駅前劇場）
- WBBplus『まわれ！無敵のマーダーケース』（2019年7月23日 - 28日、中野ザ・ポケット）
- 舞台『冒険者たちのホテル～ドラゴンクエストXに集いし仲間たち～』（2019年12月18日 - 26日、俳優座劇場）
- プロスパードッグス『まわれ！無敵のマーダーケース2023』（2023年3月29日 - 4月2日、テアトルBONBON）

### 映画
- ネズラ

### テレビ
- 大河ドラマ徳川慶喜
- HERO